# 부산 동구의회
부산 동구의회는 부산광역시 동구 지역을 관할하는 기초의회이다.